# Конкорд (Каліфорнія)
Конкорд (англ. Concord) — місто (англ. city) в США, в окрузі Контра-Коста штату Каліфорнія. Найбільше місто в окрузі та 192-е за населенням у США за даними перепису 2010 року. Населення — 125 410 осіб (2020).
Засноване у 1869, як спільнота Todos Santos Salvio Пачеко. Місто розташоване за 50 км на північний схід від Сан-Франциско. Протягом останніх сорока років Конкорд був у першу чергу спальним районом міст Сан-Франциско та Окленд, але останнім часом, завдяки компаніям «Шеврон» та «Bank of America», кількість робочих місць у місті збільшилася.

## Географія
Конкорд розташований за координатами 37°58′20″ пн. ш. 122°0′6″ зх. д. / 37.97222° пн. ш. 122.00167° зх. д. (37.972179, -122.001584).  За даними Бюро перепису населення США в 2010 році місто мало площу 79,11 км², уся площа — суходіл.

### Клімат
| Клімат : Конкорд                                        | Клімат : Конкорд | Клімат : Конкорд | Клімат : Конкорд | Клімат : Конкорд | Клімат : Конкорд | Клімат : Конкорд | Клімат : Конкорд | Клімат : Конкорд | Клімат : Конкорд | Клімат : Конкорд | Клімат : Конкорд | Клімат : Конкорд | Клімат : Конкорд |
| Показник                                                | Січ.             | Лют.             | Бер.             | Квіт.            | Трав.            | Черв.            | Лип.             | Серп.            | Вер.             | Жовт.            | Лист.            | Груд.            | Рік              |
| Абсолютний максимум, °C                                 | 24,4             | 25,6             | 30,0             | 35,6             | 37,2             | 40,6             | 40,0             | 42,8             | 43,3             | 37,2             | 28,9             | 23,3             | 41,1             |
| Середній максимум, °C                                   | 12,9             | 14,9             | 17,3             | 21,1             | 24,2             | 28,6             | 30,9             | 31,0             | 29,6             | 24,0             | 17,1             | 13,7             | 22,9             |
| Середній мінімум, °C                                    | 2,9              | 4,3              | 8,0              | 9,2              | 11,7             | 13,1             | 12,8             | 12,4             | 14,0             | 11,6             | 7,7              | 5,2              | 10,2             |
| Абсолютний мінімум, °C                                  | −6,1             | −4,4             | −1,7             | 1,7              | 3,9              | 4,4              | 5,0              | 5,0              | 3,3              | 1,1              | −2,8             | −5,6             | −6,1             |
| Норма опадів, мм                                        | 120              | 99               | 59               | 30               | 17               | 5                | 0                | 1                | 1                | 20               | 73               | 119              | 543              |
| Днів з опадами                                          | 11               | 11               | 8                | 6                | 4                | 1                | 0                | 0                | 1                | 3                | 6                | 10               | 59               |
| ------------------------------------------------------- | ---------------- | ---------------- | ---------------- | ---------------- | ---------------- | ---------------- | ---------------- | ---------------- | ---------------- | ---------------- | ---------------- | ---------------- | ---------------- |
| Джерело: Western Regional Climate Center (1991–present) |                  |                  |                  |                  |                  |                  |                  |                  |                  |                  |                  |                  |                  |

## Населення
Згідно з переписом 2010 року, у місті мешкало 122 067 осіб у 44 278 домогосподарствах у складі 30 074 родин. Густота населення становила 1543 особи/км².  Було 47125 помешкань (596/км²).
Расовий склад населення:
| - 64,5 % — білих - 11,1 % — азійців - 3,6 % — чорних або афроамериканців - 0,7 % — вихідців з тихоокеанських островів - 0,7 % — корінних американців - 13,1 % — осіб інших рас |

До двох чи більше рас належало 6,4 %. Частка іспаномовних становила 30,6 % від усіх жителів.
За віковим діапазоном населення розподілялося таким чином: 22,9 % — особи молодші 18 років, 65,3 % — особи у віці 18—64 років, 11,8 % — особи у віці 65 років та старші. Медіана віку мешканця становила 37,0 року. На 100 осіб жіночої статі у місті припадало 98,8 чоловіків;  на 100 жінок у віці від 18 років та старших — 97,0 чоловіків також старших 18 років.
Середній дохід на одне домашнє господарство  становив 85 964 долари США (медіана — 68 318), а середній дохід на одну сім'ю — 95 905 доларів (медіана — 79 566). Медіана доходів становила 59 252 долари для чоловіків та 50 173 долари для жінок. За межею бідності перебувало 13,3 % осіб, у тому числі 18,3 % дітей у віці до 18 років та 9,2 % осіб у віці 65 років та старших.
Цивільне працевлаштоване населення становило 60 605 осіб. Основні галузі зайнятості: освіта, охорона здоров'я та соціальна допомога — 20,2 %, науковці, спеціалісти, менеджери — 16,0 %, роздрібна торгівля — 11,9 %, мистецтво, розваги та відпочинок — 10,1 %.
Етнічний склад населення на 2008 рік:
- Німці 12,0 %
- Ірландці 8,8 %
- Англійці 8,3 %
- Італійці 6,9 %
- Американці 4,0 %
- Французи 2,8 %
- Поляки 2,0 %
- Португальці 1,9 %
- Росіяни 1,7 %
- Шотландці 1,7 %
- Ірландці 1,5 %
- Данці 1,4 %
- Норвежці 1,4 %
- Шведи 1,4 %
- Валлійці 0,9 %

## Відомі особистості
У каліфорнійському Конкорді народилися:
- Том Генкс — відомий актор.
- Дейв Брубек — американський джазовий композитор, аранжувальник, піаніст.

## Галерея

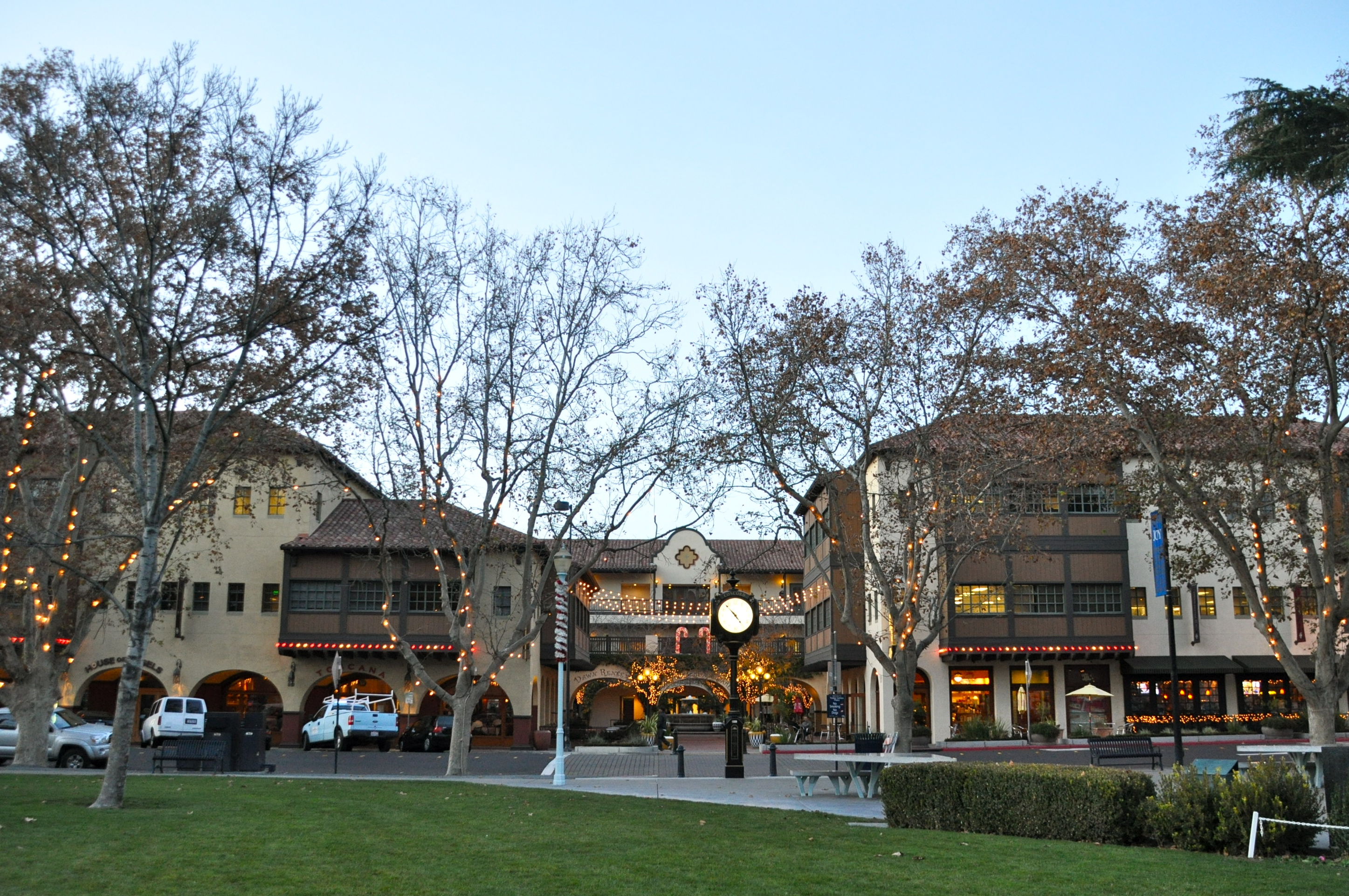
Todos Santos Plaza в центрі міста